# My Sexiest Year
My Sexiest Year é um filme de romance de comédia dramática estadunidense de 2007 estrelada por Frankie Muniz e Harvey Keitel e foi escrita e dirigida por Howard Himelstein. O filme é uma história romântica de amadurecimento em que a bondade de uma modelo glamourosa é devolvida 30 anos depois pelo jovem em quem ela inspirou os primeiros estímulos de confiança e amor. O filme se passa na década de 1970 em Miami e foi filmado em vários locais, como Collins Avenue e Coral Gables High School.
O filme teve sua estréia mundial no Festival Internacional de Cinema de Hamptons de 2007. A partir de 2016, o filme ainda não recebeu uma data de lançamento em DVD/Blu-ray.

## Sinopse
Jake Stein (Frankie Muniz) tem 17 anos e mora com a mãe e o avô no Brooklyn. Ele não quer nada mais do que ser escritor, mas quando a saúde de sua mãe piora, Jake é enviado para Miami para morar com seu pai, "Zowie" (Harvey Keitel), um homem que oferece dicas de corridas de cavalos para ganhar a vida. Não muito pai, Zowie se esquivou de suas responsabilidades paternais durante a maior parte da vida de seu filho. No entanto, Jake está animado com as perspectivas de se relacionar com o pai na ensolarada Miami.
Jake rapidamente se torna amigo de Mark, um garoto rico local, cujo uso excessivo de drogas o ajuda a superar as pressões da vida no sul da Flórida, onde a multidão que entra só se importa com quanto dinheiro os pais ganham, quem está indo para a festa na piscina, e se alguém está transando ou não. Enquanto Jake tenta navegar pelas águas de sua nova casa—enquanto tenta se conectar com seu pai excêntrico—ele conhece Marina (Amber Valletta), uma famosa modelo que está na cidade para uma sessão de fotos; os dois se ligam rapidamente. Jake lembra Marina de seu irmão mais novo, que morreu em um acidente de moto, e Jake é incapaz de esquecer o fato de que uma mulher tão bonita está interessada nele. Mas quando as coisas parecem dar certo, tudo dá muito errado. Jake precisa descobrir como se tornar um homem, se ele alguma vez vai terminar de escrever suas memórias.

## Elenco
- Frankie Muniz como Jake
- Harvey Keitel como Zowie
- Amber Valletta como Marina
- Victor Alfieri como Fabrizio Contini
- Karolina Kurkova como Pia
- Dan Levy como Mark
- Haylie Duff como Debbie
- Ryan Cabrera como Rickie
- Rachel Specter como Sue Ryker
- Christopher McDonald como Jake adulto
- Frances Fisher como Faye
- Allan Rich como Papa
- Noah Matthews como Mikey
- Nick Zano como Pierce
- Daphna Kastner como Gloria